# Morten Eskesen
Morten Eskesen (født 5. januar 1826 i Ulbæk, død 8. februar 1913 i Aarhus) var en dansk fri- og højskolelærer, forfatter og komponist.
Eskesen fødtes i Ulbæk i Lyne Sogn mellem Skjern og Varde, hvor forældrene var gårdejere. Fra han var 14 år til han blev 20 arbejdede han om sommeren ved landbruget, mens han om vinteren var hus- og hjælpelærer. Han fik lærereksamen fra Snedsted Seminarium i 1848. I de kommende år var han lærer i Vestjylland og derefter huslærer (bl.a. hos H.A. Krüger) og højskolelærer forskellige steder i landet. Fra 1858 – 1884 var han friskoleleder på Fyn, først i Rudme og siden i Odense. I 1874 udgav han en meget benyttet sangbog "Nordiske Sange til brug ved Folkemøder, Skytteforeninger og i Skoler samlede af Morten Eskesen" og i 1890 en samling med 80 sange til egne melodier. Fra 1869 til 1876 redigerede han ugebladet Fylla, der beskæftigede sig med sager vedrørende fri- og højskoler. 
Undervejs i livet indsamlede han også folkesange, som han lærte hos forskellige meddelere. I 1907 indsang han nogle af disse sange på fonografvalser. Desuden var han dybt engageret i tidens folkelige og politiske rørelser og deltog i en lang række møder på højskoler og andre steder. Endelig udgav han en række bøger med erindringer fra sit lange liv.
Morten Eskesen er begravet i Kolding.
- Buste i Skibelund Krat